# Рашко Серафимов
Рашко Русев Серафимов е български морски офицер, капитан I ранг.

## Биография
Рашко Серафимов е роден на 16 януари 1875 г. в с. Аджар (Свежен). На 5 август 1894 г. постъпва на военна служба. В периода 1892 – 1894 г. завършва Императорската и кралска академия за търговия и корабоплаване в гр. Триест (Австро-Унгарска империя) „по мореплаването". След завръщането му в България полага предвидения изпит по „Проекто-положение за комплектуване на Флотилията с морски офицери" и командирован във Военното училище – София, в старшия юнкерски клас – за изслушване на задължителния курс от лекции (1895 г.). На 2 август 1895 г. е произведен в чин мичман II ранг и зачислен във флота. От 1899 до 1900 г. е изпратен във Франция в град Брест на плавателен стаж на френската учебна ветроходна фрегата „Мелпомен“. През 1900 г. е произведен в чин мичман I ранг, а от 1898 г. служи на параход „Надежда“. През 1904 г. е произведен в чин лейтенант.
В навечерието на Руско-японската война 1904 – 1905 година заминава за Русия, където завършва минния офицерски курс в Кронщат и известно време плава в Балтийско море с учебни кораби и подводници на руския военноморски флот. В Кронщат става първия български офицер – подводничар, като от 1905 до 1906 г. в отряда за подводно плаване той е помощник-командир, а впоследствие командир на подводница „Пескарь“. По литературни данни Рашко Серафимов е първият командир в света, който е провел безперископна торпедна атака и това в конкретния случай е станало по императорската яхта „Щандарт“. През 1905 г. завършва Минния офицерски курс в Кронщат, а през 1907 г. завършва курса на Учебния отряд за подводно плаване.
Бил е командир на кораба „Асен“ и на миноносеца „Храбри“. През 1909 г. е началник на минна част във Варна, а през 1911 г. – командир на миноносец, с който участва в Балканските войни (1912 – 1913). В нощта на 7 срещу 8 ноември 1912 г. плава като доброволец на миноносеца „Строги" и е участник в атаката на отряда български миноносци срещу крайцера „Хамидие". На 14 юли 1913 г. е произведен в чин капитан-лейтенант. През 1913 г. е назначен за началник на Машинното училище при Флота на Негово Величество и на Учебна част. Служи и като началник на Подвижната отбрана. От 1915 г. е началник на Черноморската част на Флота на Негово Величество. През септември 1916 г. е командир на стоварването на портовата дружина в Балчик. Изявява се и като преподавател. На 5 октомври 1916 г. е произведен в чин капитан II ранг. Между 1913 и 1918 г. преподава алгебра, геометрия и тригонометрия в Машинното училище при Флота на Негово величество. Тогава написва „Морска стратегия“ и първото „Описание на българския черноморски бряг“.
През Междусъюзническата и Първата световна война Рашко Серафимов е началник на Подвижната отбрана, преподавател на висшия военноморски, офицерски курс, основател на Българския народен морски сговор, автор на труда „Морска стратегия“. Тази му многостранна дейност логично го отвежда през 1919 г. на върха на Българската марина, като неин началник. В периода 12 май – 24 октомври 1919 г. е Началник на Флота на Негово Величество (по съвременните разбирания – командващ на Военноморските сили на България). Рашко Серафимов е първият български офицер – подводничар. Серафимов с пълно право може да бъде наречен „баща“ на българския подводен флот. През Първата световна война е началник на Черноморската част.
Капитан I ранг Рашко Русев Серафимов излиза в запас през 1919 г. по силата на разпоредбите на Ньойския договор.
Умира на 30 май 1922 г. в Одеса.

## Военни звания
- Мичман II ранг (2 август 1895)
- Мичман I ранг (1900)
- Лейтенант (1904)
- Капитан-лейтенант (14 юли 1913)
- Капитан II ранг (5 октомври 1916)
- Капитан I ранг (1 ноември 1919)

## Награди
- Народен орден „За военна заслуга“ V степен на военна лента
- Орден „За заслуга“ на военна лента и на обикновена лента